# JaTB-3
JaTB-3 (rusky ЯТБ-3) byl dvoupodlažní trolejbus vyrobený Jaroslavským automobilovým závodem, který byl provozován v Moskvě v letech 1939 až 1953.

## Historie vzniku
Začátkem třicátých let dvacátého století jezdily ulicemi některých evropských měst dvoupodlažní trolejbusy. Myšlenka vměstnat do jednoho vozidla více cestujících byla přitažlivá i pro organizátory moskevské dopravy.
V létě 1937 byly do Sovětského svazu dovezeny z Velké Británie dva třínápravové trolejbusy od výrobce AEC (Associated Equipment Company). Jeden z nich byl dvoupodlažní. Podle vzoru tohoto vozidla postavil Jaroslavský automobilový závod deset dvoupodlažních vozidel vlastní konstrukce, která byla označena JaTB-3.

## Provoz v Moskvě
První exemplář vyjel na trať 26. července 1938. Vyjel na zcela novou trať na současné třídě Míru. Výška trolejové sítě a otázky spolehlivosti trolejbusu významně ovlivnily výšku celého vozidla. Celokovová karoserie trolejbusu byla 9,4 metru dlouhá a 4,7 metru vysoká. Na rozdíl od JaTB-1, u kterého byla výška uvnitř salónu pro cestující 1 915 mm, u JaTB-3 byla výška ve spodním podlaží 1 795 mm a v horním podlaží 1 770 mm. Ve spodním podlaží bylo 40 míst pro sedící cestující, v horním podlaží 32. Maximální obsaditelnost byla 100 cestujících. Při celkové hmotnosti 10 740 kg dosahoval trolejbus rychlosti 55 km/h.
Dohromady bylo v Jaroslavském automobilovém závodě dokončeno deset trolejbusů tohoto typu, poslední v roce 1939. Vozidlo mělo jen jediné dveře pro cestující, což zdaleka nestačilo pro pohotovou výměnu cestujících v zastávkách. Jeden trolejbus byl později ve výrobním závodě rekonstruován a byly dosazeny ještě jedny dveře.
Provozní zkušenosti ukázaly, že tato konstrukce není vhodná pro předpokládané použití. Další trolejbusy už vznikaly jako jednopodlažní, určené pro větší počet hlavně stojících cestujících. Dvoupodlažní trolejbusy se ukázaly jako slepá ulička a vývoj šel směrem k článkovým vozidlům. Ta se ale v bývalém Sovětském svazu objevila až na konci padesátých let 20. století z produkce podniku „SVARZ“ (Sokolničeskij VAgonoRemontnyj Zavod; tj. opravárenské dílny vozidel MHD v moskevské čtvrti Sokolniky). Do současnosti se žádný z trolejbusů JaTB-3 nedochoval.